# Globi d'oro 1960

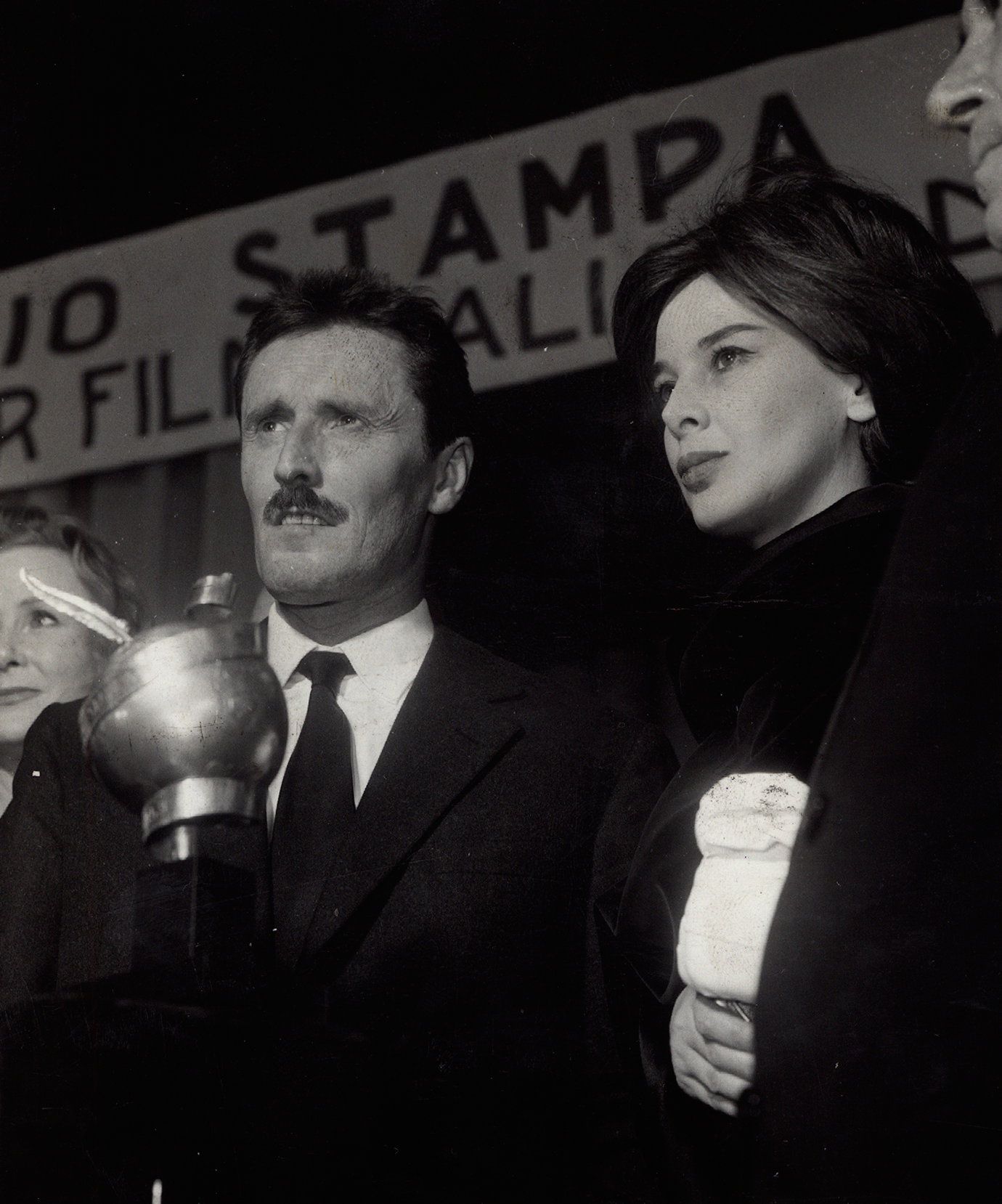
Pietro Germi (insieme a Eleonora Rossi Drago) mentre viene insignito del Globo d'oro al miglior film.

La cerimonia di premiazione della 1ª edizione dei Globi d'oro, si svolse nel 1960 e vide il trionfo di Pietro Germi, regista dell'opera Un maledetto imbroglio. 
Gli altri film candidati furono Estate violenta diretto da  Valerio Zurlini, Il generale Della Rovere di Roberto Rossellini, La grande guerra di Mario Monicelli e La notte brava, curato dalla regia di Mauro Bolognini. L'evento prevedeva la vittoria di una sola categoria, il Globo d'oro al miglior film.

## Vincitori e candidati

### Miglior film
- Un maledetto imbroglio, regia di Pietro Germi
- Estate violenta, regia di Valerio Zurlini
- Il generale Della Rovere, regia di Roberto Rossellini
- La grande guerra, regia di Mario Monicelli
- La notte brava, regia di Mauro Bolognini